# Nakai
Nakai (中井町?) è una cittadina giapponese della prefettura di Kanagawa.